# Alex Kidd in the Enchanted Castle
Alex Kidd in the Enchanted Castle ist ein Jump ’n’ Run für das Sega Mega Drive. Es erschien erstmals am 10. Februar 1989 in Japan. In den Vereinigten Staaten erschien das Spiel am 14. August 1989. In Europa kam das Spiel am 30. November 1989 raus. Es ist die Fortsetzung von Alex Kidd: The Lost Stars.

## Spielprinzip
Der Spieler führt Alex durch elf Stages, indem er Feinde und Hindernisse bekämpft. Alex kann Feinde mit dem Faust schlagen. Durch das Spielen von Stein-Schere-Papier in Glücksspielhäusern werden neue Gegenstände und Fahrzeuge gewonnen, darunter das Motorrad, der Pedicopter und einen Zauberstock, der es Alex ermöglicht, für ein paar Sekunden in der Luft zu schweben. Ein Treffer von einem beliebigen Feind lässt Alex sofort sterben.
In der originalen japanischen Version des Spiels verschwinden die Kleider des Verlierers. Wenn Alex oder sein Gegner ein Stein-Schere-Papier-Match verliert, wird der Verlierer nackt. In der westlichen Fassung wird der Verlierer mit einem schweren Gewicht plattgedrückt. Mehrere Leveln wurden auch für die westliche Veröffentlichung umbenannt.

## Inhalt
Die Geschichte setzt die von Alex Kidd in Miracle World fort. Alex lebt auf dem Planeten Aries, der von seinem Bruder König Igul regiert wird. Nachdem Alex ein Gerücht gehört hat, dass sein lange verschollener Vater noch auf dem Planeten Paperock lebt, reist er zum Planeten, um nach ihm zu suchen.

## Rezeption
Das Spiel erhielt bei der Veröffentlichung gemischte Kritiken. Auf GameRankings hat das Spiel eine Bewertung von 47,5 %. Lucas M. Thomas, der das Spiel für IGN bewertet, gab dem Spiel 4,5/10 und kritisierte die „schlechte Spielsteuerung“ des Spiels und die Schere-Stein-Papier-Bosskämpfe. Außerdem beklagte er sich, dass das Spiel auf Zufall basiert und kein Spaß macht. Frank Provo von GameSpot hatte ähnliche Probleme mit dem Spiel. Er kritisierte auch die Steuerung und erklärte, dass „Alex herumrutscht, als wären seine Füße mit Öl überzogen“. Provo missbilligte außerdem das Leveldesign des Spiels und nannte es „unauffällig“ und dass „die 11 Stages des Spiels kurze Streifen von links nach rechts sind, die mit denselben Felsen, Bäumen, zerbrechlichen Steinen und generischen Feinden gespickt sind“. Er gab dem Spiel eine Punktzahl von 3,8/10. Dan Whitehead von Eurogamer bewertete das Spiel mit 4/10, wobei er die „abscheuliche Kollisionserkennung“ des Spiels nicht mochte. Wie Thomas war er unzufrieden mit der Schere-Stein-Papier Mechanik des Spiels und stellte fest, dass „der Sieg aus blindem Glück kommt“.